# Andy Beshear
Andrew Graham Beshear, dit Andy Beshear, né le 29 novembre 1977 à Louisville (Kentucky), est un avocat et un homme politique américain, membre du Parti démocrate. Il est procureur général du Kentucky de 2016 à 2019 puis gouverneur de l'État depuis le 10 décembre 2019.

## Biographie
Avant de se lancer en politique, Beshear est avocat au sein du cabinet Stites & Harbison (en).

### Procureur général
En 2015, Beshear se présente au poste de procureur général du Kentucky, fonctions auxquelles son père Steve Beshear avait été élu en 1979. Notamment aidé par la notoriété de son père, alors gouverneur, Beshear réussit à lever d'importants fonds pour sa campagne. Au total, il lève plus de 3,5 millions de dollars, près de dix fois plus que son opposant républicain, toutefois aidé par d'importants super PAC. Beshear fait campagne pour augmenter les sommes allouées à la lutte contre la maltraitance sur mineur, les abus de substances et les arnaques contre les personnes âgées. Il est élu d'extrême justesse face au sénateur républicain Whitney Westerfield, rassemblant 50,1 % des voix contre 49,9 % pour son opposant.
En tant que procureur général, Beshear est chargé de représenter l'État devant les tribunaux ainsi que d'enquêter et poursuivre les activités criminelles. Durant son mandat, il s'oppose régulièrement au gouverneur républicain Matt Bevin et à l'Assemblée générale du Kentucky à majorité républicaine. Il refuse par exemple de défendre une loi votée par la législature interdisant l'avortement après six semaines, l'estimant inconstitutionnelle. Son administration empêche également des coupes budgétaires de 18 millions de dollars dans les universités en 2016, puis la réforme des retraites de 2018, projets approuvés par les républicains. De leur côté, les républicains annulent des contrats passés par Beshear avec des cabinets d'avocats privés pour aider son administration à poursuivre les sociétés pharmaceutiques à l'origine de la crise des opioïdes. Bevin accuse notamment Beshear de recevoir des fonds de campagne de ces cabinets tandis que le procureur général accuse le gouverneur de se ranger aux côtés de l'industrie pharmaceutique.

### Gouverneur
Lors des élections de 2019, Beshear est candidat pour devenir gouverneur du Kentucky. Il est donné favori de la primaire démocrate par les sondages. Il remporte la primaire avec 38 % des suffrages, devant le représentant conservateur Rocky Adkins (33 %) et l'ancien auditeur progressiste Adam Edelen (27 %). Si Beshear arrive en tête dans les grandes villes, Adkins remporte l'est rural de l'État. Bien que le Kentucky soit profondément conservateur, ayant donné 30 points d'avance à Donald Trump en 2016, le gouverneur républicain Matt Bevin est impopulaire. Le duel entre Beshear et Bevin est considéré comme particulièrement serré par les analystes politiques,. Beshear fait campagne sur la couverture santé, se posant en défenseur de l'extension de Medicaid, alors que Bevin met en avance sa proximité avec Trump et attaque Beshear pour ses positions en faveur du droit à l'avortement. Le 5 novembre 2019, Beshear est élu gouverneur avec environ 5 000 voix d'avance, soit 0,4 % des suffrages. C'est la première fois dans l'histoire de l'État qu'un père et son fils ont occupé le poste de gouverneur. Bevin refuse cependant de reconnaître sa défaite, évoquant des « irrégularités » sans précision supplémentaire. Le même jour, le Parti républicain remporte tous les autres postes à l'échelle du Kentucky, y compris celui de procureur général. Le 14 novembre, après un recomptage, Bevin reconnaît la victoire de Beshear. Il prête serment et entre en fonction le 10 décembre suivant.
Beshear doit cependant composer avec l'Assemblée générale, dominée par les républicains qui ont le pouvoir d'outrepasser ses vetos. Le jour de son entrée, en fonction il signe un décret rétablissant le droit de vote pour 156 000 personnes condamnées pour des crimes non violents. Six jours plus tard, il révoque des mesures prises par son prédécesseur qui auraient eu pour effet de limiter l'accès à Medicaid pour des milliers de personnes. En février 2020, Beshear est le premier gouverneur du Kentucky à apparaître à un événement annuel anti-discrimination organisé par des militants de mouvement LGBT. Le 6 mars 2020, il est un des premiers gouverneurs aux États-Unis à décréter l'état d'urgence face à la pandémie de Covid-19. Candidat à un second mandat, il est réélu le 7 novembre 2023 en obtenant 52,5 % des voix. À l'été 2024, son nom circule pour être le colistier et potentiel vice-président de Kamala Harris qui représente les démocrates à la suite du renoncement de Joe Biden pour l'élection présidentielle. Plusieurs démocrates et analystes militent plus pour choisir un élu d'un swing state.